# Paula Casati
Paula Casati (Rosario, 24 de octubre de 1971) es una biotecnóloga argentina especializada en biología vegetal. Se desempeña como Investigadora Principal del Consejo Nacional de Investigaciones Científicas y Técnicas (CONICET) en el Centro de Estudios Fotosintéticos y Bioquímicos (CEFOBI) de la Universidad Nacional de Rosario, Argentina. En 2017 recibió el Premio Nacional L'Oréal-UNESCO "Por las mujeres en la ciencia" por su contribución al progreso científico. 

## Carrera
Paula Casati es licenciada en Biotecnología y Doctora en Ciencias por la Facultad de Bioquímica de la Universidad Nacional de Rosario, motivada por su madre y padre, también científicos. Fue una de las primeras en estudiar esa carrera en esa universidad.Ingresó como investigadora al CONICET donde se desempeña en el Centro de Estudios Fotosintéticos y Bioquímicos.
Decidió abocarse al estudio de la respuesta de las plantas frente a diferentes factores de estrés, analizando el papel que cumplen las vías metabólicas de las flavonas, la biosíntesis de ligninas y hormonas vegetales como el ácido salicílico. Además estudia cómo estos resultados pueden mejorar la productividad de cultivos relevantes en términos económicos y agrobiotecnológicos.
Uno de los factores evaluados fue la radiación ultravioleta (UV-B) sobre las plantas, en específico sobre las estrategias que despliegan para defenderse ella. Observó el fuerte efecto que tenía el mismo sobre su crecimiento. Se concentró en establecer las vías moleculares responsables de ese cambio. Esta investigación tiene potencial para generar herramientas que favorezcan el crecimiento de las plantas y, por lo tanto, el rendimiento de los cultivos.
Por su trabajo fue galardonada con varios premios, entre ellos la edición 2017 del Premio Nacional L'Oréal-UNESCO "Por las mujeres en la ciencia" y el Premio Bernando Houssay, Distinción Investigadora de la Nación del Ministerio de Ciencia, Tecnología e Innovación Productiva de la Nación.

## Premios
- Premio Ángel Cabrera 2011.[5]
- Premio Houssay 2015
- Premio Nacional L'Oréal-UNESCO a Mujeres en Ciencia" por 2017